# OJM
Gli OJM sono un gruppo musicale italiano formatosi a Treviso nel 1996. Il loro stile musicale comprende generi come lo stoner rock, il garage rock ed il rock psichedelico.

## Storia degli OJM

### 1996-2002: Dalla fondazione adHeavy
Gli OJM nacquero nel maggio del 1996 a Treviso ad opera del cantante David Martin e del batterista Max Ear. Nel triennio che li separa dalla pubblicazione del primo EP, oltre alla realizzazione di un demo CD omonimo, la band intraprese una intensa attività concertistica che li vide anche dividere il palco con band come Marlene Kuntz, Bluvertigo, Ritmo Tribale e One Dimensional Man.
Già il primo EP dal titolo Extended Playing (Agitato Records/Venus, 2000) proponeva un sound tra stoner rock e rock psichedelico adatto non solo "agli amanti dello stoner ma a tutti quelli a cui piace il rock nell'accezione pura del termine".
Nel 2002 gli OJM pubblicarono poi il loro primo album dal titolo Heavy, che vedeva la produzione di Paul Chain e la stampa ad opera di Beard Of Stars Records. L'album ebbe un buon successo di critica anche internazionale, con recensioni su riviste come Kerrang! e Metal Hammer, che contribuirono alla diffusione del nome della band anche oltre i confini nazionali.

### 2003-2005: DaThe Light AlbumadUnder The Thunder
Se già con la cover di T.V. Eye degli Stooges presente su Heavy, gli OJM avevano dimostrato una propensione a dirigersi verso sonorità più rock and roll e garage rock, questa inclinazione apparve ancor più chiara con lo split 7" condiviso con i britannici Gorilla dal titolo I've Got No Time To Waste / Demon Seed (2003, Beard Of Stars Records).
La band tornò poi in studio nell'ottobre del 2003, per incidere il loro secondo album dal titolo The Light Album, che segnò il passaggio alla Go Down Records, con conseguente distribuzione Audioglobe sul territorio nazionale e Sonic Rendezvous e Cargo per il territorio europeo. L'album dirige ancor più le sonorità verso coloriture retro e garage rock, con l'aiuto anche dell'armonica a bocca tipica di questo genere, tanto da portare la critica a parlare di un definitivo "cambiamento di rotta" del sound degli OJM. Dal singolo del disco venne poi girato il videoclip Talking About Revolution, inserito nella rotazione di alcuni importanti canali televisivi come MTV, Rock TV e YosTV. Oltre al tour che seguì il disco, in questo periodo gli OJM condivisero il palco con numerose band come MC5, Iggy and The Stooges, The Datsuns, Motorpsycho, Brant Bjork, The Lords of Altamont, Gorilla, Fu Manchu, Marlene Kuntz, Hardcore Superstar, Nebula, Josiah e The Fleshtones.
Nasce in questo contesto il contatto con l'artista californiano Brant Bjork dei Kyuss, che portò alla registrazione del brano I Got Time, pubblicato su 7" dalla Go Down Records nel 2006. Nello stesso anno poi gli OJM incisero il loro Under The Thunder, che vedeva la produzione artistica e l'inserimento di cori di Michael Davis degli MC5. Il disco fu una conferma dell'ispirazione garage rock, alternata a sonorità più dure e cupe dal sapore stoner tipiche della band Al disco successe un'intensa attività live con concerti in Italia ed Europa. Fu di questo periodo il primo album dal vivo degli OJM, distribuito prima attraverso il web, poi stampato su vinile dalla Go Down Records nell'aprile del 2008. Il live album, oltre agli estratti dai concerti della band, comprendeva una cover di Kick out the jams degli MC5 (lo stesso Michael Davis partecipò a diverse date del tour francese) ed una free session realizzata durante il concerto di Montpellier.

### 2008-2010: daOJM & Eeviac Rock ShowaVolcano
Nel dicembre 2008 il gruppo debutta con un nuovo spettacolo dal vivo chiamato OJM & Eeviac Rock Show, in cui la band propone una performance che combina la loro musica alle video scenografie di Eeviac. Allo spettacolo seguì però una scissione della band, che cambiò formazione inserendo Andrew Pozzyalle chitarre e sostituendo Alex con Stefano Pasky (ex Poison Deluxe) alle tastiere. Il sound che scaturì dalla nuova formazione aveva accenti più punk e notevoli semplificazioni strutturali verso la forma canzone, anche grazie all'inserimento dei nuovi strumenti.
In questo periodo gli OJM entrarono in contatto con Dave Catching (Eagles of Death Metal, Mondo Generator e Queens of the Stone Age), che propose loro di registrare nel suo studio, il Rancho De Luna di Joshua Tree in California, per optare poi, soprattutto per questioni di budget, per il Red House Studio di Senigallia. Catching, che inizialmente doveva essere in studio con la band, vide il volo cancellato a causa dell'eruzione del vulcano islandese, costringendo la band a lavorare via skype con il produttore e suggerendo inevitabilmente anche il titolo dell'album, Volcano (2010, Go Down Records). La masterizzazione fu invece fatta negli USA ad Edmund Monsef (Arctic Monkeys, U.N.K.L.E., Masters of Reality ed altri) con la supervisionata dallo stesso Cathing. Il nuovo album uscì nel 2010, a quattro anni di distanza dal precedente, e venne considerato da molti critici come il miglior disco della band.

## Formazione

### Formazione attuale
- David Martin – voce
- Max Ear – batteria
- Alex Germany  – chitarra, voce
- Andrew Pozzy  – basso

### Ex componenti
- Massimiliano Bandiera – basso (1997-1999)
- Andrew Pozzy – basso (2006-2008), chitarra (2010)
- Matt Bordin – basso (2000-2004), chitarra e voce (2004)
- Stefano Deluchi – basso (2012-2013)
- Nene Baratto – basso (2004)
- Alex Germany – chitarra (2006-2008)
- Gazzola Riccardo – theremin e percussioni (2009)
- Stefano Pasky – piano bass, organo elettrico, basso, voce (2010)

## Discografia

### Album in studio
- 2002 – Heavy
- 2004 – The Light Album
- 2006 – Under The Thunder
- 2010 – Volcano

### Album dal vivo
- 2008 – Live In France
- 2021 – Live at Rocket Club

### EP
- 2000 – Extended Playing

### Singoli
- 2003 – I've Got No Time To Waste/Demon Seed (split con Gorilla)
- 2006 – I Got Time (con Brant Bjork)

## Videografia

### Video musicali
- 2001 – The Sleeper
- 2004 – Talking About Revolution
- 2006 – Sixties
- 2010 – I'll Be Long
- 2010 – Venus God
- 2011 – 2012